# 건축물

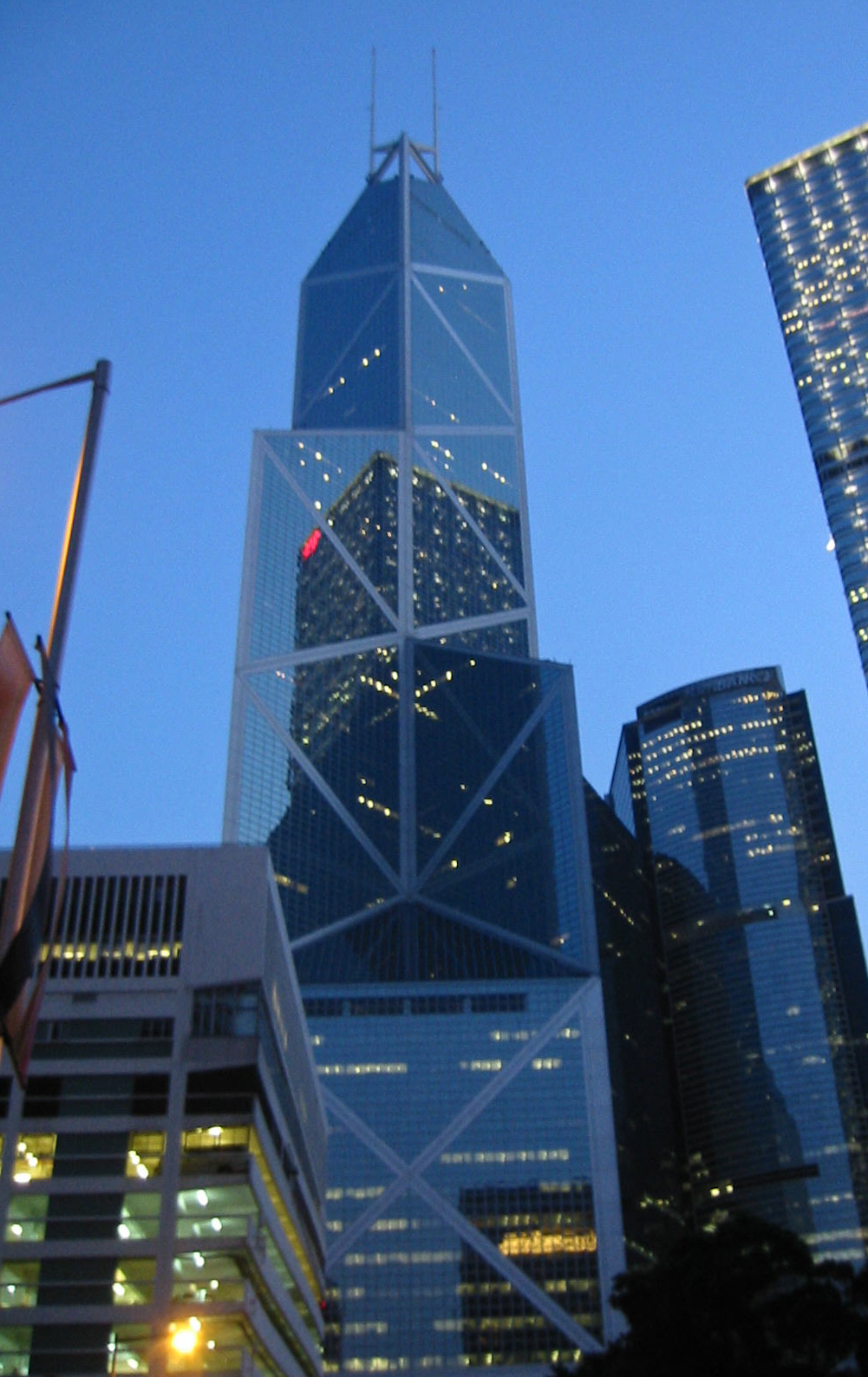
중국은행 타워, 홍콩. 건축물의 한 예.

일반적으로 건축물(建築物)이란 일정 기간 동안 그 형상이 필요하거나, 그것이 제공하는 공간이 필요하므로 인간이 지은 지면에 고정하는 구조물을 뜻한다. 또한, 건축, 건설, 공학, 부동산 개발 분야에서 건물(建物)이란, 지속적인 거주를 위해 인간이 만든 구조물을 뜻한다.
기술 용어로, 건축 구조물 높이(Structural height)는 지상에서 시작하여, 가장 높이 있는 건축적 세부 구조물까지 높이를 말한다. 이것은 건축물 꼭대기까지 높이를 말하는 하나의 준거인데, 어떻게 분류할지에 따라서 첨탑이나 마스트(mast)의 길이는 이 높이에 포함하거나 하지 않는다. 하지만 안테나로 사용하는 첨탑이나 마스트(mast)는 일반적으로 이 높이에 포함하지 않는다.

## 개념
건축물은 다양한 요구를 충족시킨다. 사람들은 음식과 식수를 구해야 했지만, 야생에서 사람들을 보호해서, 사람들이 일하고, 먹고, 출산하고, 여가를 즐기고, 잠을 잘 장소를 구해야 했다.
한편, 최초의 동굴벽화 이래로, 건축물은 예술적 표현의 대상이이었다. 인류는 당시 삶을 예술 형태로 표현하려는 욕망을 지녔다고 추정한다..

## 역사
인류 조상인 호모 에렉투스는 약 50만 년 전 최초의 "인공 대피처"를 만든 것으로 추정한다. 시간이 갈수록, 인류 거주지는 발전해했다. 단순한 동굴도 거주지로서 썼고, 마른 진흙이나 돌 무더기로 만든 것도 거주지로서 썼다. 이 시기에는, 거주지 안에, 작은 제단이나 식탁말고는 가구는 거의 없었다.

## 종류

### 상업용, 산업용, 기관용
상업용 건물은 업무용으로 쓰는 건물이다. 예를 들면, 사무실과 영업소 같은 것들이다. 산업용 건물은 제조공장, 창고 같은 것들이다. 기관용 건물은 정부나 군병원, 대학, 행정사무소 건물 같은 것들을 말하며, 보통 건물의 수명을 길게 잡고 짓는다.

### 거주용
거주용 건물은 집이라고 부른다. 보통 사람들이 생활하는 곳 혹은 피난처나 은신처로 건축한다. 방 하나짜리(원룸) 건물에서, 통나무집, 돌집, 벽돌집, 수 천 명이 생활하는 고층 아파트까지 다양하다. 무엇이 "저층" 건물이고 무엇이 "고층" 건물인지는 논란이 있다. 대한민국에서 보통 3층 이하를 저층 건물이라고 말하지만 미국에서는 80층 이상 마천루가 많은 이유로 보통 15층 이하 건물 혹은 워싱턴 기념탑보다 낮은 건물을 저층 건물로 본다(이것은 워싱턴 D.C.에서 높이가 약 169.3m인 워싱턴 기념비보다 높은 건축물 건설을 금지하여서 나타났다.).

## 다층 건물
다층 건물이란 단층 건물과 반대말로서, 여러 개 층을 가진 건물을 말한다.
다층 건물은 대지 면적을 넓히지 않고, 건물 면적을 높이려는 목적에서 짓는다. 대지를 효율적으로 사용하며, 또한 건축비도 아낄 수 있다.(물론, 건축비와 지가를 따져봐야 한다.)

## 건축 예술
건축 예술은 건축물 상에 표현되는 특수한 예술이다. 건축 예술은 실용성과 예술성이 결합했다.

## 건축물의 건축

### 건물 소유와 자금 마련
- 부동산 개발회사
- 모기지
- 모기지 대출

### 계획과 설계
- 도시공학
- 사이트 플래닝
- 건축 설계
- 토목공학
- 구조역학
- 건축공학
- 경관설계
- 도시설계
- 견적사

### 건축
- 건축 관리
- 현장 건축

## 건물 서비스

### 운송 체계
건물 내의 사람들의 교통을 지원하는 체계:
- 엘리베이터
- 에스컬레이터
- 무빙워크

연결된 건물 사이의 사람들의 소통을 지원하는 체계:
- 구름다리
- 지하상가

## 민법
건물은 토지의 정착물의 대표적인 것이다. 따라서 건물은 항상 토지와 별개의 부동산이 되고, 토지와는 별도의 등기부(登記簿：建物登記簿)를 두고 있다(부등 14조 1항). 건물에 관한 권리의 변동은 토지와 마찬가지로 등기하지 않으면 그 권리의 득실변경(得失變更)은 효력을 발생하지 못한다(186조, 187조). 건물은 구조상 독립성을 가지고 있으면 1개의 건물로서 거래하고 등기할 수가 있다. 예컨대 분양 아파트와 같이 1채의 건물의 일부일지라도 1개의 소유권이 성립한다(215조). 독립한 건물이 되기 위한 정도는 다음과 같다.
1. 건축 중의 건물 ― 이것은 양도(讓渡)·압류(押留) 등에 관하여 중요한 문제가 된다. 판례에는 지붕을 씌운 것만으로는 건물이라 할 수 없으나 지붕 및 벽이 되면 방 바닥이나 천장의 도배를 아직 하지 않았어도 건물로서 등기할 수 있다. 그러나 결국은 거래의 실제에 처하여 사회관념에 의해서 결정한다.
2. 건물의 개수 ― 토지와 달리 등기부에 의하지 않고 사회관념에 의하여 판단하여야 한다. 또 판례도 건물의 물리적 구조뿐만 아니라 주위(周圍)의 건물과의 접착의 정도·연락의 설비·사방의 상황·소유자의 의사 등을 고찰하여야 한다고 되어 있다.
3. 건물의 동일성 ― 건물을 개축하거나 장소를 이동해도 반드시 전의 건물과의 동일성이 상실되지 않는다. 또한 토지·건물 외에 수목(樹木)의 집단 등도 부동산으로 취급되고 있다.[3]

## 판례
독립된 부동산으로서의 건물이라고 하기 위하여는 최소한의 기둥과 지붕 그리고 주벽이 이루어지면 된다 .

## 같이 보기
- 건축학
- 자연재해, 지진, 내진설계